# Булаховка (Житомирская область)
Булаховка (укр. Булахівка) — село на Украине, основано в 1830 году, находится в Коростенской городской общине Житомирской области.
Код КОАТУУ — 1822381602. Население по переписи 2001 года составляет 13 человек. Почтовый индекс — 11532. Телефонный код — 4142. Занимает площадь 0,602 км².